# 詹姆斯·奎因
詹姆斯·奎因（英語：James Quinn，1906年9月9日—2004年7月12日），美国男子田径运动员，主攻短跑。他曾代表美国参加1928年夏季奥林匹克运动会田径比赛，获得男子4×100米接力金牌。